# تشيلمارك (ماساتشوستس)
تشيلمارك (بالإنجليزية: Chilmark, Massachusetts)‏ هي بلدة أمريكية تقع في الولايات المتحدة في مقاطعة دوكس (ماساتشوستس). يقدر عدد سكانها بـ 963 نسمة ومساحتها 260.1 كم2 و وترتفع عن سطح البحر 28 متر.

## أعلام
- جون دبليو. مايهيو
- تيموثي فاولر
- بوب كيلي